# Soluta, Mexiko
Soluta är en ort i Mexiko.   Den ligger i kommunen Santa María Tonameca och delstaten Oaxaca, i den sydöstra delen av landet, 500 km sydost om huvudstaden Mexico City. Soluta ligger 96 meter över havet och antalet invånare är 185.
Terrängen runt Soluta är platt åt sydväst, men åt nordost är den kuperad. Runt Soluta är det ganska glesbefolkat, med 45 invånare per kvadratkilometer. Närmaste större samhälle är San Juanito o la Botija, 5,3 km väster om Soluta. Omgivningarna runt Soluta är en mosaik av jordbruksmark och naturlig växtlighet.